# Marcelo Laffitte
 Marcelo Laffitte  (Volta Redonda, 23 de setembro de 1963 - Rio de Janeiro, 18 de dezembro de 2019) foi um cineasta e roteirista brasileiro.

## Morte
Morreu no Rio de Janeiro, aos 56 anos de idade, vítima de um enfarte fulminante.

## Filmografia
- Elvis e Madonna (longa, 2010)
- Fúria (curta, 2006)
- Um dia, um circo (curta, 2006)
- Banquete (curta, 2002)
- Vox Populi (curta, 1997)